# Heliconius boyi
Heliconius boyi är en fjärilsart som beskrevs av Johannes Karl Max Röber 1923. Heliconius boyi ingår i släktet Heliconius och familjen praktfjärilar. Inga underarter finns listade i Catalogue of Life.